# 무궁화호 객차
무궁화호 객차는 대한민국의 열차 등급인 무궁화호에 편성된 객차다. 무궁화호의 객차는 한국의 철도의 차량 중에서 가장 수가 많다. 1열 4석의 좌석이 배열된 무궁화호 객차는 그 종류가 매우 다양하다. 무궁화호라는 등급은 1977년 8월 15일 신설된 우등 등급이 그 시초로, 우등은 1984년에 열차등급 개편으로 무궁화호로 승격되었다. 이에 따라 우등 등급에 편성되던 객차 또한 무궁화호 객차로 변경되었다.
무궁화호 객차는 1977년에 최초로 제작되었으며 2003년까지 생산되었다. 특실 전용 객차, PC방 객차, 장애인 객차, 바둑 객차, 유아 객차(놀이방 객차), 구형 카페객차, 스낵카, 놀이방&스낵카, 예식장 객차, 식당차 등등이 각각 따로 존재하였다. 또한 무궁화호 객차의 연식에 따라 제조사도 4개사가 있으며 무궁화호 객차의 제조사엔 각각 탕엥산, 대우산, 한진산, 디자인리미트산이 존재한다. 2017년 현재 표준적인 무궁화호 객차엔 1열 4석으로 배열되어 총 72석인 리클라이닝(등받이가 기울어진) 좌석, 좌석 위 선반 및 독서등, 화장실, 세면대가 설비되어 있으며, 공조기를 통해 냉·난방 사용이 가능하도록 만들어져 있다.
무궁화호 객차의 연식별 종류로는 1980년대 초반까지 제작된 객차는 무궁화호 탕엥 객차, 원래 직각 새마을호였지만 훗날에 무궁화호로 격하된 직각 무궁화호 객차, 직각 새마을호와 똑같이 도입 당시엔 새마을호였지만 새로운 객차형 새마을호 장대형 객차와 새마을호 PP동차의 본격적인 도입으로 일부열차가 직각 새마을호와 똑같이 무궁화호로 격하된 구특전 무궁화호 객차, 1985년에서 1989년에 생산되어 대수선을 거친 무궁화호 대수선 객차, 1989년에서 1993년까지 생산된 무궁화호 2X3배열 좌석개조객차, 1994년에서 1996년까지 생산된 무궁화호 일반실 클래식 디자인형 객차, 1996년에서 1997년까지 생산된 무궁화호 나뭇결 초기형 객차, 1997년에서 1999년까지 생산된 나뭇결 후기형 객차, 2000년에서 2002년까지 생산된 디자인리미트사의 무궁화호 새디자인 초기형 객차와 무궁화호의 현재 최후반연식인 2003년에 제작된 디자인리미트사의 무궁화호 새디자인 후기형 객차까지 한국철도의 열차 등급들 중 가장 많은 열차 종류를 가지고 있다.

## 종류
여기서 대분류는 공식적 분류와 거의 같고, 소분류는 공식적인 것이 아니라 통칭에 따른다.

### 직각형객차
직각형 객차는 1977년부터 1981년까지 제작된 무궁화호 객차다. 차체 단면은 수직면이다.
- 우등 객차: 1977년부터 1981년까지 제작되었다. 객차 사양이 통일호와 동일하여 후에 운행 투입된 객차에 비해 서비스 품질이 좋지 않았다. 1998년을 기점으로 일부 객차는 자동 출입문 개조 및 시트 교체를 진행하였으며[1] 출입문이 자동문으로 개조되지 않은 객차들은 통일호로 격하되었다.
- 새마을호 격하형 객차: 1987년부터 단계적으로 동차형 새마을호가 도입되면서, 초기형 새마을호 차량의 일부가 무궁화호 특실로 격하되기 시작하였다. 결국 1993년에 모든 차량이 무궁화호 특실로 격하되었다. 한편, 1세대 새마을호 객차[2]는 공기스프링 대차 및 표준 새마을호 시트로 교체하여 무궁화호 특실로 운영했으며 그 외는 내부 시설개조 및 외벽 개조 등을 거쳐 서비스 객차로 격하되어 운영되었다.

### 일반형객차
일반형 객차는 1985년부터 1989년까지 제작된 무궁화호 객차다. 차체의 길이가 21,430mm이다. 차체 단면은 곡선형으로, 직각형 객차보다는 둥그나 장대형 객차보다는 덜 둥글다.
- 대수선 객차: 1985년, 1987년, 1989년에 생산된 객차로, 직각형 객차에 적용되었던 대차에 비하여 승차감이 개선된 NT-21 대차를 적용하였다. 1985년, 1987년 생산분의 좌석은 도입 당시엔 1열 5인승의 2x3 배열로 총 88석이었으나, 이후에 도입된 객차가 2x2 좌석을 채용하자, 기존의 2x3 배열 좌석을 탈거한 뒤 폭이 좁은 2x2 배열의 좌석을 설치하였다. 1989년 생산분은 본래 일반실이 아니라 특실로 반입되었기 때문에 창문이 8개이고 1량당 총 좌석수가 78석이었으나, 위와 같은 좌석 재설치 작업을 거치면서 일반실로 격하되었다. 일부 차량에 한하여 220V 콘센트를 설비하였다. 대수선 객차란 이름은 좌석의 개조를 ‘대수선(大修繕)’이라고 부른 데에서 유래하였다.

### 장대형객차
장대형 객차는 1991년부터 1999년까지 제작된 무궁화호 객차다. 차체의 길이가 23,500mm로, 일반형 객차보다 약간 길어졌다. 출입문 수는 4개이다.
- 폭탄 객차: 1991년과 1993년에 생산된 객차로, NT-21 대차를 사용하였다. 1991년 생산분은 천장이 둥글고 돌출형 직접 조명을 채용한 데에 비하여, 1993년에 제작된 차량은 천장이 직각 모양이고 비돌출형 직접 조명을 채용하였다. 좌석은 도입 당시부터 2x2 배열이었으나, 그 형태는 좌석 재설치 이후의 대수선 객차와 같기 때문에, 좌석의 폭이 좁고 그만큼 통로의 폭이 넓다는 특징이 있다. 일부 차량(11552호)은 좌석을 교체하였다. 220V 콘센트는 설비되지 않았다. 폭탄 객차라는 이름은 좁은 좌석과 낮은 승차감이 ‘폭탄에 승차한 것과 같다’는 데에서 유래하였다.
- 클래식 객차: 1994년부터 1996년까지 생산된 객차로, NT-21 대차를 사용하였으며, 차내에는 직접 조명을 채용하였다. 차체의 외부(스커트)를 이전에 생산되었던 객차보다 둥글게 하였으며, 좌석 간의 간격을 넓혀서 도입하여 현재 일반적인 무궁화호 객차의 좌석 간격과 같아졌다. 220V 콘센트는 설치되지 않았다. 벽면에는 무늬 없이 베이지색 색채를 적용하였다. 클래식 객차라는 이름은 ‘벽면 디자인이 통일호와 같아 고전적[Classic]이다’는 데에서 유래하였다. 12010, 12027, 12061, 12070, 12076, 12088호는 1995년 8월 25일에 사고나서 조기 결차되었다. 12078~12081호는 12010, 12027, 12061, 12070호 차번이 바뀌어서 12078~12081호는 결번되었다. 2006년에 12173호가 결차되었다.
- 나뭇결 초기형 객차: 1996년부터 1997년까지 생산된 객차로, NT-21 대차를 사용하였으며, 차내에는 직접 조명을 채용하였다. 220V 콘센트는 설치되어 있지 않다. 차내 벽면에는 나뭇결 무늬의 스티커를 부착하여 도입 당시로서는 신선한 디자인을 적용하였으나, 2010년대의 차량 개조 작업 시에 이 무늬는 사라졌다. 일부 차량은 2013년 이후부터 통로막 개조를 진행하였다. 나뭇결 객차라는 이름은 벽면의 무늬 디자인에서 유래하였다. 2006년에 12349호가 결차되었다.
- 나뭇결 후기형 객차: 1997년부터 1999년까지 생산된 객차로, 성능과 승차감이 비교적 좋은 KT-23 대차를 사용하였다. 무궁화호 객차 최초로 간접 조명을 채용하였다. 차내 일부 좌석에 220V 콘센트가 설치되어 있다. 2010년대의 차량 개조 작업 시에 차내 벽면에 부착된 나뭇결 무늬 스티커는 사라졌다. 12421~12436호에 미니카페가 추가되었다.

- 리미트 객차: 리미트 객차는 2000년부터 2003년까지 ‘밀레니엄 시대’를 맞아 개선된 디자인으로 디자인리미트와 로템에서 제작한 무궁화호 객차다. 제작사의 이름이 그대로 객차를 부른 통칭이 되었다. 출입문 수는 2개이고, KT-23 대차를 사용하였으며, 조명 방식으로는 간접 조명을 채용하였다. 차내 일부 좌석에 220V 콘센트가 설치되어 있다.

- 초기형 객차: 2000년부터 2002년까지 생산된 객차다. 도입 초기엔 공조장치가 차량 하부에 설치되어 있기 때문에 제동시 디스크에서 일어난 분진이 공조기로 스며들어 석탄을 때는 냄새가 났는데, 에어컨 유닛 흡입구의 방향을 개조하고 공기청정기를 설치하여 문제를 해결하였다. 이때 이후로 생산된 객차엔 방송실(승무원실)만 설치한 객차가 따로 나오지 않고, 장애인 편의시설을 장착한 차량에 방송실(승무원실)을 설치한 구조로만 방송차량이 생산이 되었다. 2011년부터 장애인 객차 일부 칸을 제외하고 통로막을 개조하였다.

- 후기형 객차: 2003년에 생산된 객차로, 객실 내 LCD 모니터를 설치하였다. 도입 당시부터 리미트 초기형 객차의 공조장치 문제를 해결하였다. 철제 선반과 분홍색 바닥은 초기형과 비교하여 달라진 점이다. 2011년부터 장애인객차 일부칸을 제외하고 통로막을 개조하였다.

### 특실객차
- 특실 전용 객차: 1992년부터 동차형 새마을호 후기형이 대량으로 도입되면서, 상대적으로 서비스 수준이 떨어지는 초기 유선형 새마을호 객차 중 특실과 식당차 일부를 제외한 전 차량이 1993년 12월부터 무궁화호 특실 전용열차로 운행되기 시작하였다.[3] 그러나 이용률 저조와 소비자 선택권 침해 문제로, 1998년 12월 15일부터 내부 시설 변경 없이 무궁화호 일반실로 그대로 격하 운용되었다.[4] 2008년 금강산 피격 사건 이후 구 특실 전용 무궁화호 객차가 운행된 구간은 동대구 ~ 강릉 왕복 2회, 대전 ~ 광주 왕복 2회 구간이다.
- 구형 특실 객차: 1991년과 1994년에 제작한 객차이며, 1991년 제작 차량은 대우중공업에서, 1994년 제작 차량은 한진중공업에서 제작되었다. 현재는 모두 녹색의 보선차량 등으로 개조되었다.
- 해태중공업 특실 객차: 1998년에 해태중공업에서 제작한 객차이며, 총 15량이 제작되었다. 9량이 교육테마열차로 차출되고 6량이 남아 2007년 10월 1일부터 중앙선/태백선/영동선 등지에서 운행되었으며, 종아리 받침대를 설치하는 작업을 하였다. 일부 차량은 2016년 이후부터 통로막 개조를 진행하였다.
- 새마을호 격하형 특실 객차: 2007년 10월 1일부터 중앙선/태백선/영동선을 운행한 무궁화호에 특실 객차가 편성되면서, 기존 객차형 새마을호에서 격하된 특실 객차가 편성되어 운행되고 있다. 격하된 차량은 1991년 제작 2량과 1999년 제작 9량의 총 11량이다. 일부 차량은 2016년 이후부터 통로막 개조를 진행하였다.[5]

### 장애인객차
1994년에 처음 도입된 장애인 객차는 점차 도입량이 증가하면서 거의 모든 3량 이상 편성 정기열차에 혼합 편성되어 운영 중이다. 장애인객차를 편성하여 운행시,각 열차의 3호차에 편성하여 운행하며 2량 이하 편성 정기열차는 2호차에 편성하여 운행한다. 처음 운행 시에는 1호차에 연결되어 운행하였고 특실이 편성되는 열차는 2호차에 연결되었으나 KTX 개통을 앞두고 3호차에 편성하는 것으로 통일되었다. 대부분의 장애인 객차에는 방송실 장치가 탑재되어 있으나 10101호와 10102호에는 방송실 장치가 탑재되어 있지 않아 이들 차량을 연결 시 방송실 장치가 탑재된 타 일반실 객차를 추가로 연결한다. 동차형 무궁화호의 경우에는 1호차가 장애인객차이다.

### 침대객차
- 구형 침대 객차: 2단 구조 중 침대 상단측 입구가 사다리식이었고 하단 창문이 큰 편이었다. 통일호 침대차와 달리 플라스틱 칸막이가 있고 커튼으로 각 칸을 가리는 형태였다. 상단, 하단 2단 구조로 좌측, 우측 7인씩 총 28석 구조이고 화장실, 세면대 시설이 있으며, 전용 승무원 시설도 있어 침대 객차 승객을 관리하고 목적지에 도착한 승객에게 알려준 역할을 하였다.
- 신형 침대 객차: 현재 비정기적으로 운행된 침대 객차로, 디자인리미트 사에서 제작하였다. 침대 상단측 입구를 계단형으로 제작하여 상단측 접근성이 향상되었다. 상단과 하단의 창문 크기가 같으며 주름식 플라스틱으로 입구를 가릴 수 있고 간단한 잠금장치도 있다. 정규 열차에는 편성되지 않고 금강산 관광 열차 등에 한해서 운행되다가, 금강산 관광객 피격 사망 사건 이후 한동안 방학 기간 일부 역에서 정차 상태로 내일로 이용자 숙소로 사용되었다. 2012년 여수엑스포 기간 중에 심야 열차로 전라선에서 임시 운행한 뒤, 2013년에 ‘부산, 울산, 경남 방문의 해’를 맞아 부울경 테마 관광열차로의 운행을 거쳐, 관광 열차 등에 한정 운행되었다.

### 식당차와 카페객차
무궁화호의 경우 새마을호보다는 급이 낮은 열차로, 식당차를 모든 편성에 연결하지 못하였다. 경부선의 일부 열차와 호남선, 전라선의 식사 시간대 일부 열차, 중앙선과 태백선을 경유하던 청량리-동해간 우등형 전기 동차(EEC)에 연결되었다. 또한 유선형 새마을호의 무궁화호 특실 격하로 인한 연결도 있었다.
이후 식당차의 인력 관리 효율성 문제로 기존 식당차를 폐지하는 대신 2008년 2월 1일부터 장항선을 시작으로 카페 객차가 투입되었으며, 이후 경부선·호남선·전라선·경전선·경북선 등지로 확대되어 운행하기 시작하였다. 2009년 2월 20일부터 중앙선·태백선·영동선 등지에도 카페 객차가 운행되기 시작하였며, 12월부터 충북선·호남선·경전선·영동선·동해남부선 등지를 운행하는 단거리 무궁화호에 미니카페가 투입되기 시작하였다. 무궁화호의 식당차는 기존의 일반 객차를 개조한 차량이 투입되며, 2001년 경 디자인리미트에서 새로 제작한 식당차는 레일크루즈 해랑으로 개조되었다.

## 차호별 구분
차호에 따른 각 차량의 구분은 다음과 같다. 각 객차에 대한 자세한 설명은 위에 있다.
- 보: 일반 좌석만 있는 객차. 2018년 5월 현재 운행된 차량의 좌석 수는 72석.
- 방: 방송실(승무원실) 설비가 있는 객차.
- 장: 일반 좌석 64석과 장애인 좌석 2석으로 구성된 객차. 승강구가 넓고 휠체어 리프트가 설치됨.

| 차량 번호               | 종류            | 제작연도   | 제작사     | 구분  | 수량 | 비고 |
| ----------------------- | --------------- | ---------- | ---------- | ----- | ---- | ---- |
| 11701~11728             | 우등            | 1977       | 대우       | 보/방 | 28   | 폐차 |
| 11729~11730             | 우등            | 1977       | 조선       | 보    | 2    | 폐차 |
| 11882~11902             | 우등            | 1979       | 대우       | 보    | 21   | 폐차 |
| 11876~11881             | 우등            | 1979       | 대우       | 방    | 6    | 폐차 |
| 11731~11846             | 우등            | 1980       | 당엥       | 보    | 116  | 폐차 |
| 11847~11875             | 우등            | 1981       | 당엥       | 보    | 29   | 폐차 |
| 11904~11914 11923~11959 | 우등            | 1981       | 대우       | 보    | 48   | 폐차 |
| 11915~11922             | 우등            | 1981       | 대우       | 방    | 8    | 폐차 |
| 11903                   | 우등            | 1981       | 현대       | 보    | 1    | 폐차 |
| 10201~10211             | 우등            | 1977, 1981 | 대우, 현대 | 방    | 11   | 폐차 |
| 11661~11679             | 우등            | 1979~1981  | 대우, 현대 | 방    | 19   | 폐차 |
| 11960~11999             | 대수선          | 1985       | 대우       | 보/방 | 36/4 | 폐차 |
| 11501~11506             | 대수선          | 1987       | 대우       | 보/방 | 5/1  | 폐차 |
| 11507~11525             | 대수선          | 1989       | 대우       | 보/방 | 15/4 | 폐차 |
| 11530~11552             | 폭탄            | 1991       | 대우       | 보    | 23   | 폐차 |
| 11526~11529             | 폭탄            | 1991       | 대우       | 방    | 4    | 폐차 |
| 11553~11560             | 폭탄            | 1993       | 한진       | 보    | 8    | 폐차 |
| 11561~11563             | 폭탄            | 1993       | 한진       | 방    | 3    | 폐차 |
| 12001~12008             | 클래식          | 1994       | 한진       | 방    | 8    | 폐차 |
| 12009~12017             | 클래식          | 1994       | 한진       | 보    | 22   | 폐차 |
| 12018~12075             | 클래식          | 1994       | 현대       | 보    | 62   | 폐차 |
| 10101~10102             | 클래식          | 1994       | 현대       | 장    | 2    | 폐차 |
| 12076~12100 12120~12157 | 클래식          | 1995       | 한진       | 보    | 63   | 폐차 |
| 12101~12119             | 클래식          | 1995       | 한진       | 방    | 36   | 폐차 |
| 12158~12160 12167~12189 | 클래식          | 1996       | 한진       | 보    | 26   | 폐차 |
| 12161~12166             | 클래식          | 1996       | 한진       | 방    | 6    | 폐차 |
| 12198~12267             | 나뭇결 초기     | 1996       | 대우       | 보    | 70   | 폐차 |
| 12190~12193             | 나뭇결 초기     | 1996       | 대우       | 방    | 4    | 폐차 |
| 12268~12318             | 나뭇결 초기     | 1997       | 대우       | 보    | 51   |      |
| 12194~12197             | 나뭇결 초기     | 1997       | 대우       | 방    | 4    |      |
| 10103~10112             | 나뭇결 초기     | 1997       | 대우       | 장    | 10   |      |
| 12360~12427             | 나뭇결 후기     | 1997       | 대우       | 보    | 68   |      |
| 12428~12527             | 나뭇결 후기     | 1997~1998  | 대우       | 보    | 100  |      |
| 12319~12326             | 나뭇결 후기     | 1997       | 대우       | 방    | 8    |      |
| 12327~12359             | 나뭇결 후기     | 1998       | 대우       | 방    | 33   |      |
| 10113~10132             | 나뭇결 후기     | 1998       | 대우       | 장    | 20   |      |
| 12528~12537             | 나뭇결 후기     | 1999       | 한진       | 보    | 10   |      |
| 11001 11264~11277       | 해태중공업 특실 | 1998       | 해태중공업 |       | 15   | 폐차 |
| 12538~12582             | 리미트 초기     | 2000       | 리미트     | 보    | 45   |      |
| 12583~12623             | 리미트 초기     | 2001       | 리미트     | 보    | 41   |      |
| 10133~10148             | 리미트 초기     | 2001       | 리미트     | 장    | 16   |      |
| 12624~12651             | 리미트 초기     | 2002       | 리미트     | 보    | 28   |      |
| 10149~10163             | 리미트 초기     | 2002       | 리미트     | 장    | 15   |      |
| 12652~12698             | 리미트 초기     | 2002       | 로템       | 보    | 47   |      |
| 12699~12780             | 리미트 후기     | 2003       | 리미트     | 보    | 82   |      |
| 10164~10180             | 리미트 후기     | 2003       | 리미트     | 장    | 17   |      |
| 10212~10216             | 리미트 후기     | 2003       | 리미트     | 장    | 5    |      |

| 객차번호           | 이름                                        | 참고 |
| ------------------ | ------------------------------------------- | --- |
| 10212~10216        | 신형 침대차                                 | 2004년 이후로 정기열차엔 편성되지 않고 있으며, 여수엑스포 임시 관광열차에 투입되었다. 2001년 제작. |
| 11001, 11264~11277 | 해태중공업 특실 객차 (폐차)                 | 전 차량이 1998년 제작되었다. 초기에는 종아리 받침대가 없었으나 2014년 이후로 설치되었다. (현재는 폐차) |
| 11251, 11282~11290 | 새마을호 격하형 대우중공업 특실 객차 (폐차) | 11286은 방송실(승무원실)이 설치되어 있는 차량이다. 1999년 제작. (현재는 폐차) |
| 12901~12984        | 장대형 무궁화호 입석 전용객차               | 주요 간선 무궁화호 장거리 열차에 편성당 1량씩 연결하여 운행 중이다. 12903까지는 11563 이전의 차량을, 12916까지는 12189 이전의 차량을, 12954까지는 12537 이전의 차량을, 12955부터는 12538 이후의 차량을 각각 개조하였으며 2011년 이후부터 통로막 개조되었다. |

## 개조

### 시설 개조 사업
무궁화호 객차에 대하여 조명장치 개선, 220볼트 전기콘센트 설치, 화장실 시설물 고급화, 내장재 불연재화 등 객실 서비스 향상을 위한 개조 사업이 진행되고 있다. 2009년부터 일부 객차가 로윈에서 개조되었으며, 2013년 10월 이후부터는 주식회사 케이에스엠이 개조 사업을 맡고 있다. 로윈을 통해서 개조된 차량 중 일부는 여전히 220볼트 전기 콘센트를 설치하지 않았다.
2009년부터 로윈에서 개조한 42량의 차량 번호는 아래와 같다.
- 12252, 12179, 12165, 12167, 12169, 12246, 12183, 12171, 12228, 12247, 12239, 12259, 12262, 12245, 12202, 12250, 12229, 12244, 12266, 12215, 12178, 12221, 12222, 12118, 12243, 12204, 12203, 12185, 12170, 12205, 12184, 12264, 12257, 12208, 12182, 12189, 12174, 12159, 12241, 12235, 12168, 12158, 12991, 10425, 10104, 10105, 10106, 10114, 10120, 10124

### 타 열차로의 개조

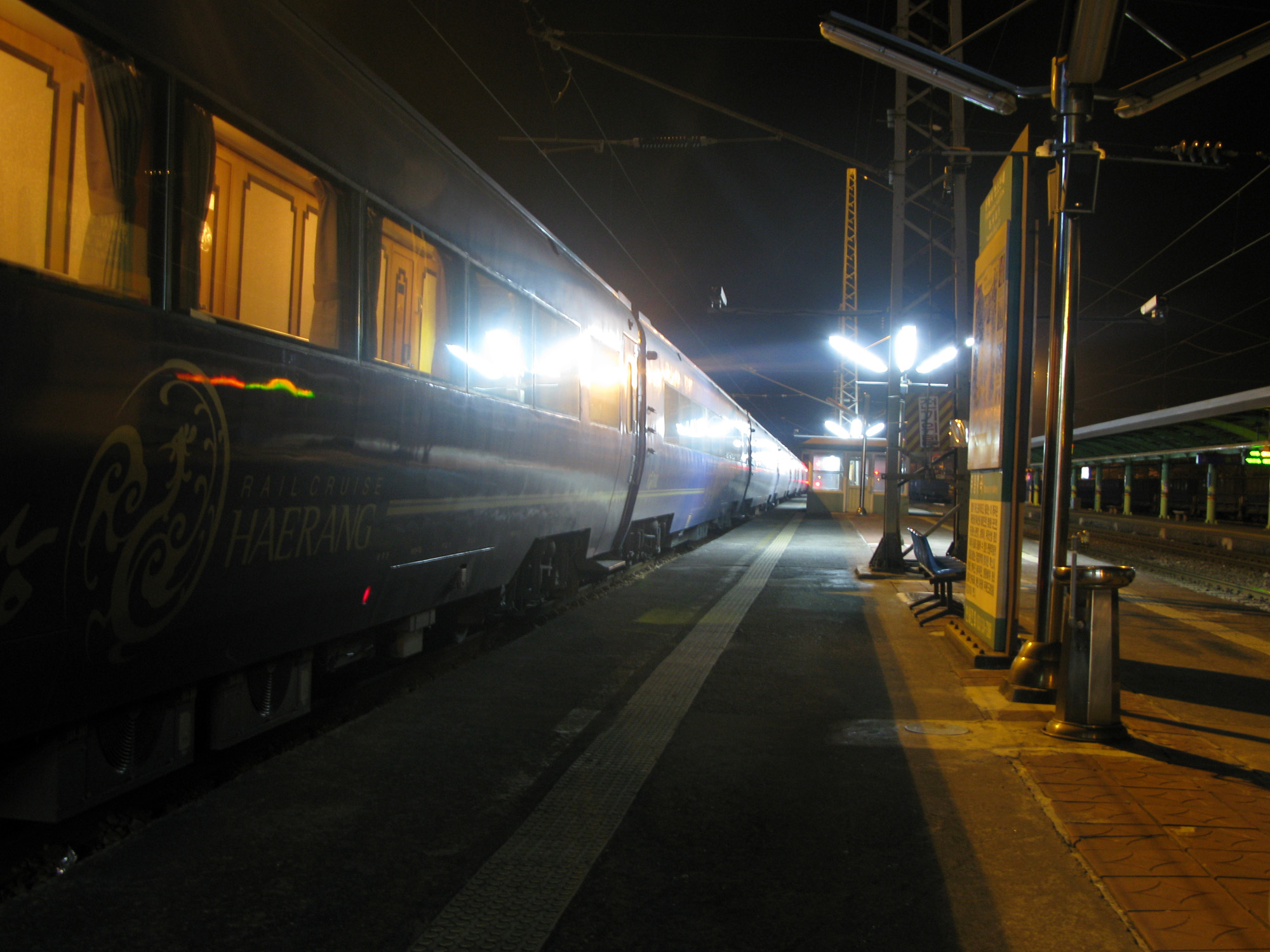
해랑, 동해역에서 촬영

무궁화호 객차는 관광열차로 개조되거나, 기존의 새마을호 객차를 대체하는 차량으로 개조되기도 하였다.
- TLX: 11264/11269/11270/11273/11276호. 2004년 개조하였다.
- 레이디버드: 11001(구 놀이방객차)/11265/11267/11271/11272호. 2006년, TLX에 이 4량을 추가 개조하여 9량 편성의 레이디버드로 개편하였고 2014년, 교육테마열차로 개편하였다.
- 레일크루즈 해랑: 10179·10180(장애인용)/12767~12780(일반실)/84~87(식당차)/10230-10233(침대차)호. 2008년 7월 로윈에서 개조하였고, 나머지 4량 객차는 정선아리랑열차로 재개조하였다.
- 줌마렐라 녹색 관광열차: 특실 전용 무궁화호 열차의 폐지와 함께 모든 유선형 무궁화호 차량은 2004년 4월 1일에 KTX 개통과 함께 정기 운용으로부터 제외되었고, 남은 8량(11231-11239-11240-11244-11246-11247-11248-11249호)이 개조되어 2012년까지 운행되었다.
- 남도해양열차: 10178, 10177(장애인용), 12758~12766.
- 서해금빛열차: 10176(장애인용), 12756, 12757, 12538~12698까지의 차량 중 2량.
- 정선아리랑열차: 레일크루즈 해랑 객차 중 4량을 재개조.
- 충북영동국악와인열차: 12985~12986, 12989~12990, 12992~12993, 12796
- 새마을호: 리미트 후기형 객차 중 99량이 개조됨.

## 폐차
옛 철도안전법에서 정한 객차의 내구 연한은 25년으로, 내구 연한이 도래한 무궁화호 객차는 폐차되거나, 비상 보선 사무용 차량(침식차)으로 격하되었다. 한때 폐차된 구형 무궁화호 객차를 개발 도상국에 보낸 계획이 세워지기도 하였으나, 차량 노후가 심각하여 이는 실현되지 않았다.
상태가 좋은 객차들은 불용품이 되어 일반인에게 매각 처리된다. 량 당 평균 가격은 천만 원에서 이천만 원이며, 지금도 이를 활용한 시설이 전국에 있다.

### 보존
- 11502호: 경기도 남양주시 조안면 능내역
- 11885, 11888호: 충청남도 천안시 동남구 목천읍 독립기념관
- 11914, 11924, 11932, 11934호: 경상북도 영주시 풍기읍 동양대학교
- 11966, 11968호: 강원도 춘천시 신남면 구 김유정역
- 10286, 10287, 10288, 10289, 10290, 10291, 10292, 10293호: 서울특별시 노원구 경춘선숲길

## 사진

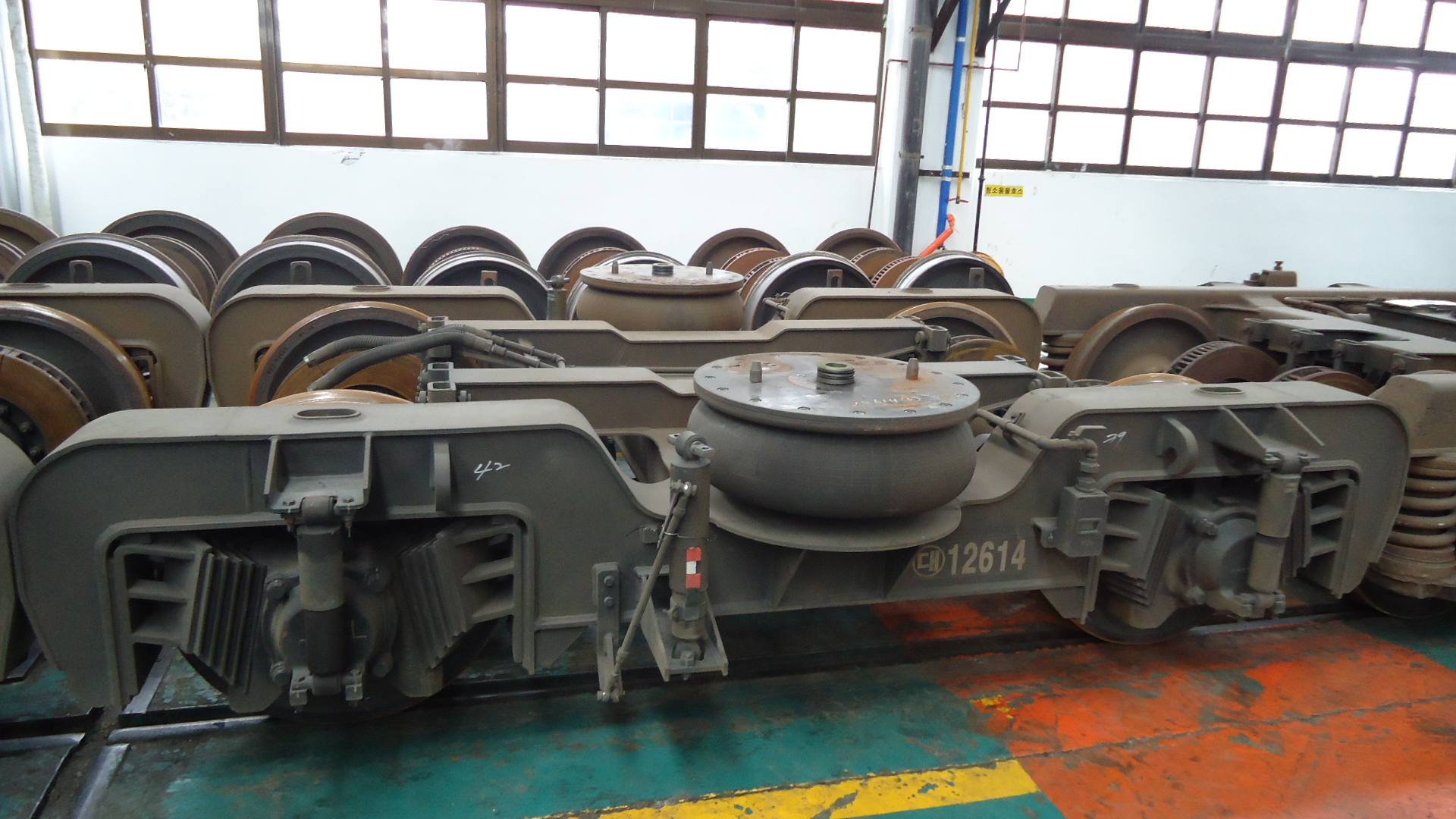
무궁화호 객차용 KT-23 대차
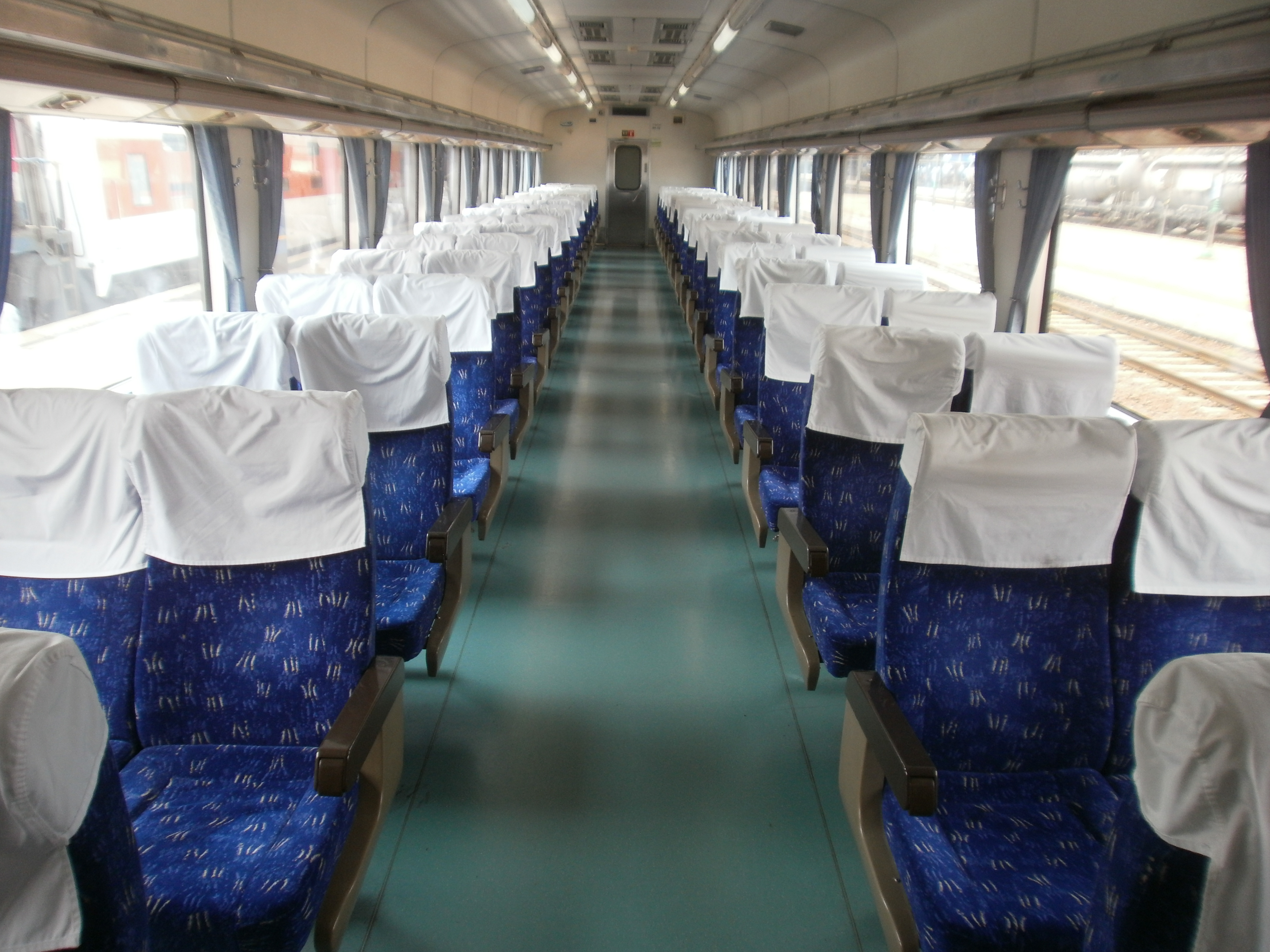
리뉴얼된 구형좌석의 무궁화호 객차 (현재는 폐차)
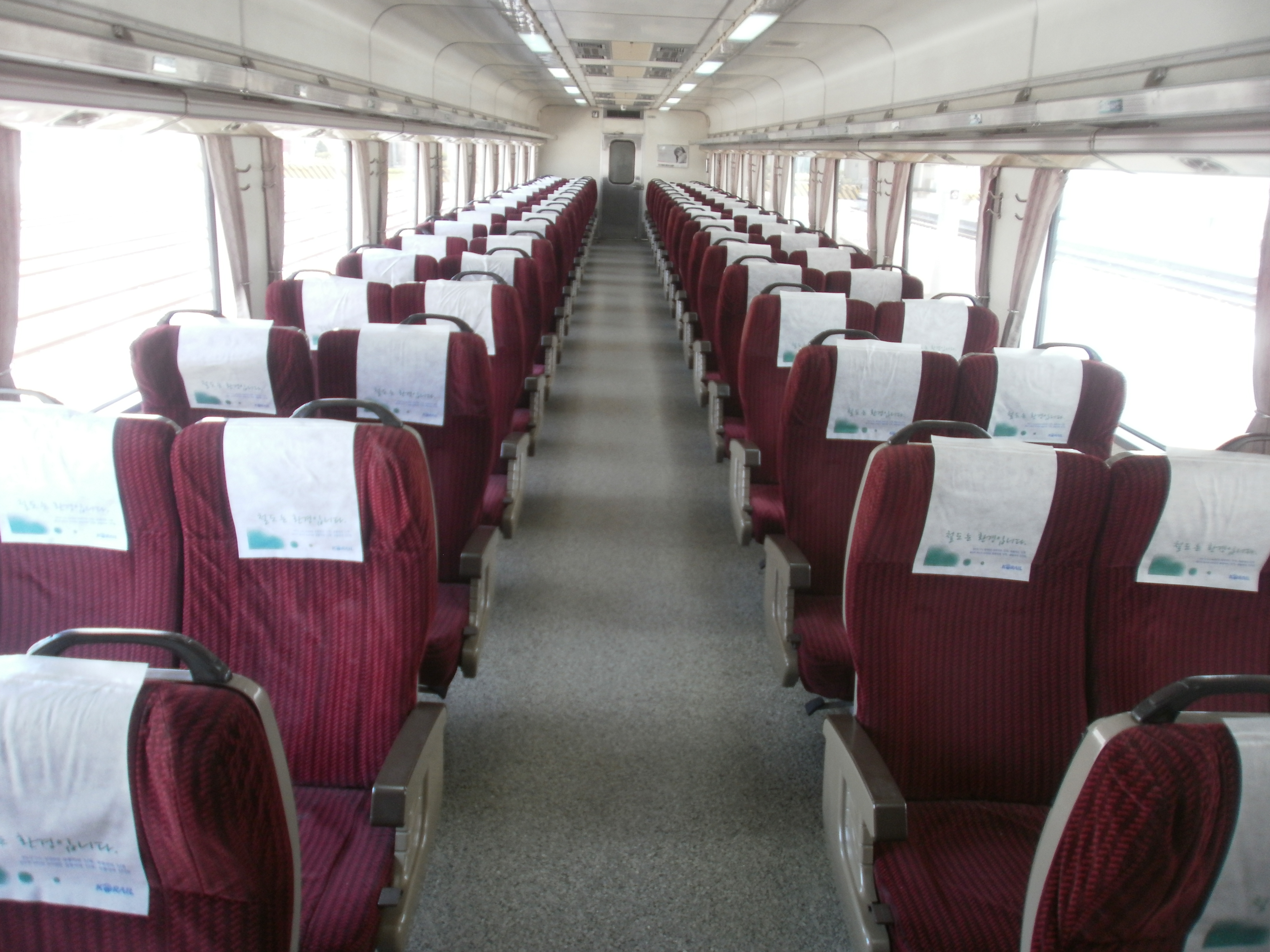
베이지색 벽면의 무궁화호 객차 (현재는 폐차)
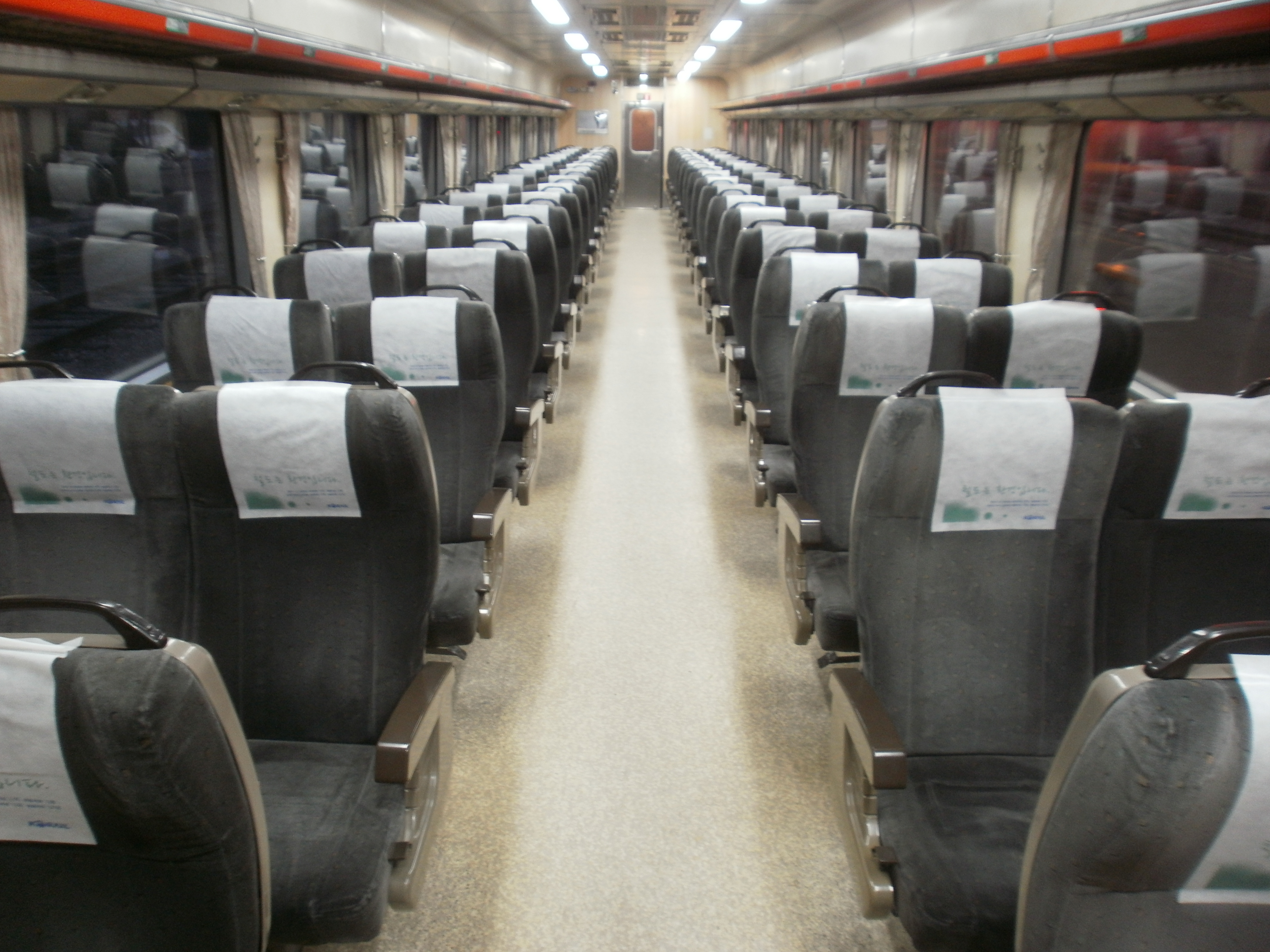
직접조명방식의 무궁화호 나뭇결무늬 객차
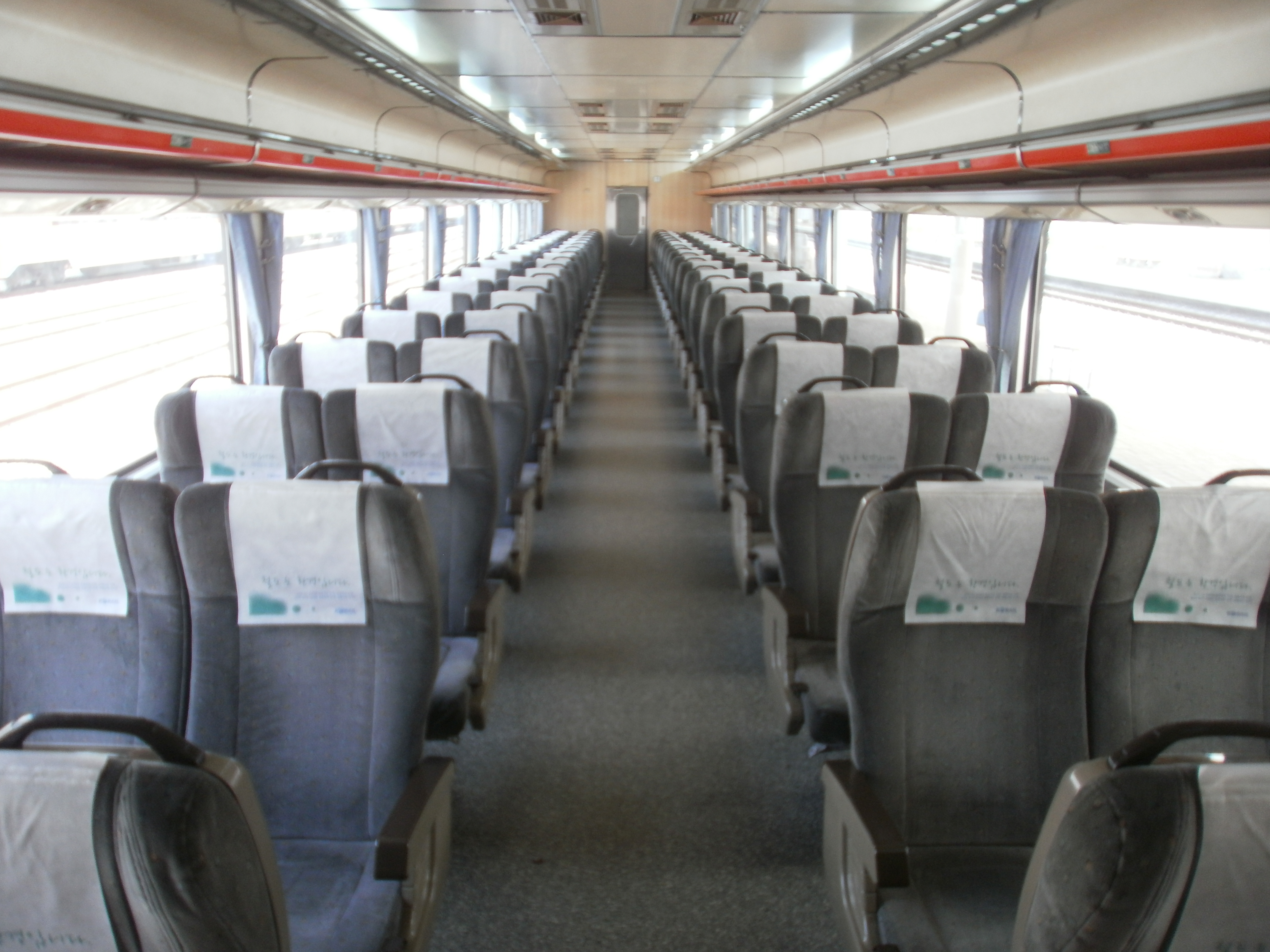
간접조명방식의 무궁화호 나뭇결무늬 객차
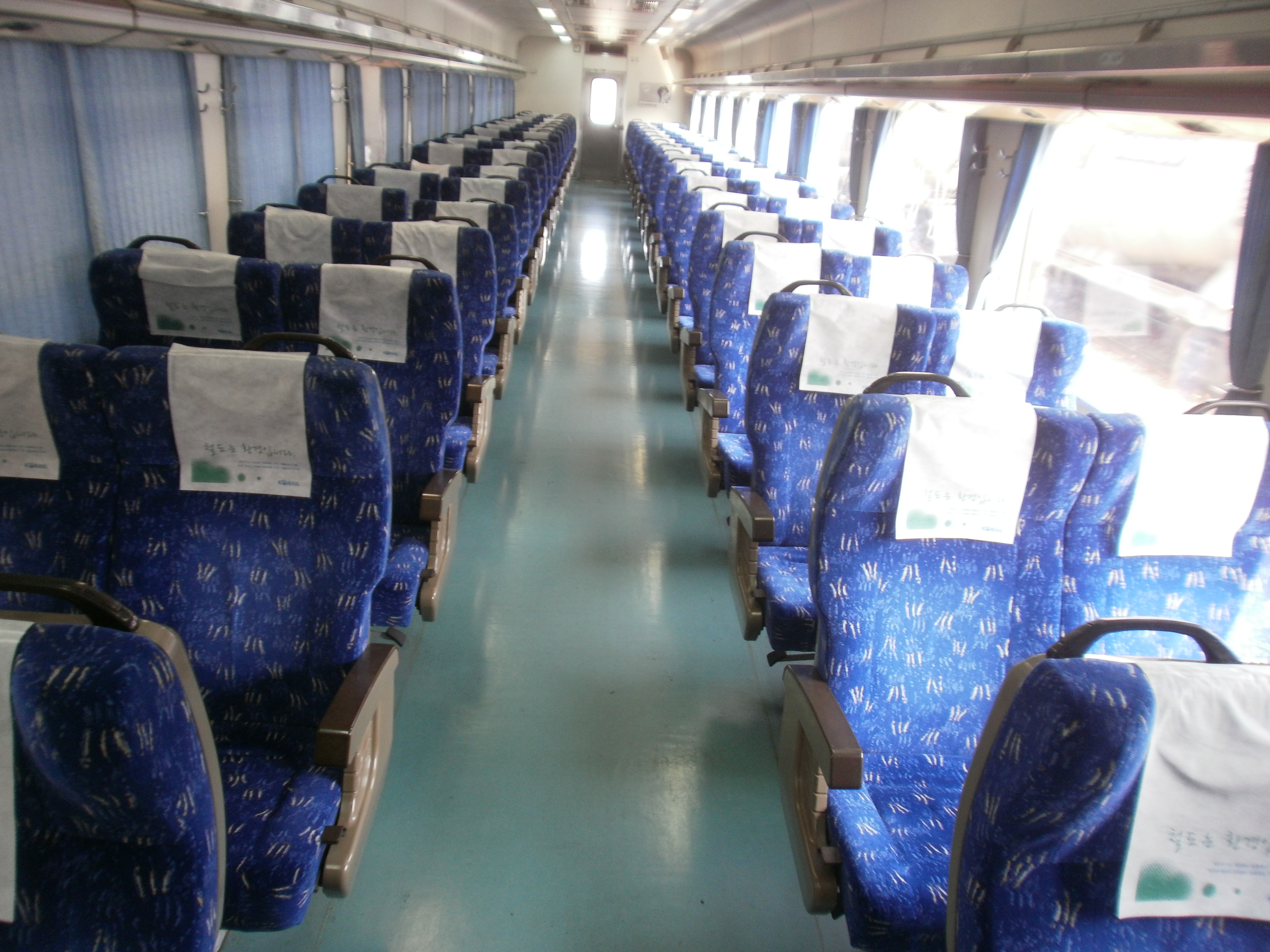
리뉴얼된 직접조명방식의 무궁화호 객차
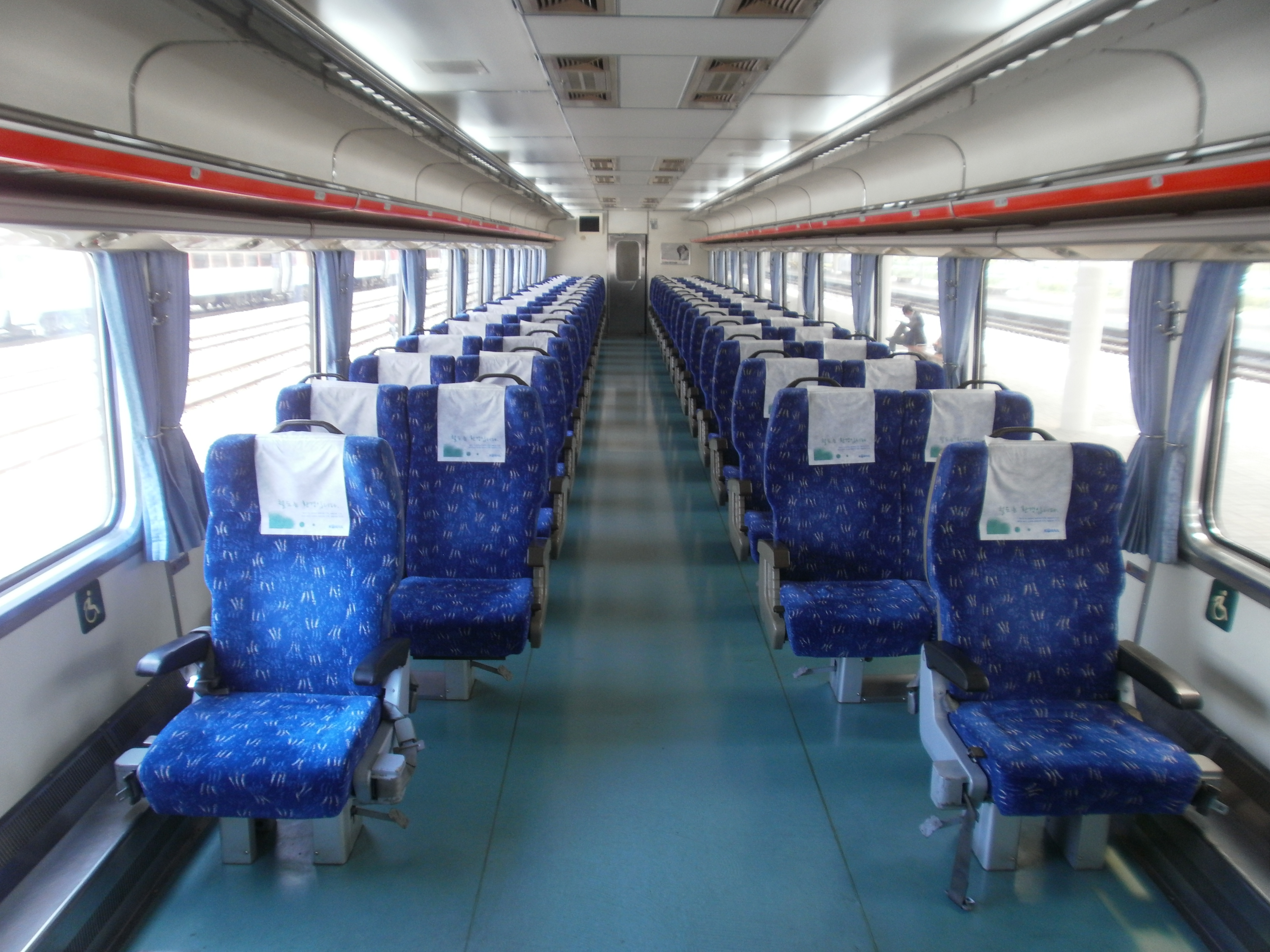
리뉴얼된 간접조명방식의 무궁화호 객차 (사진은 장애인객차)
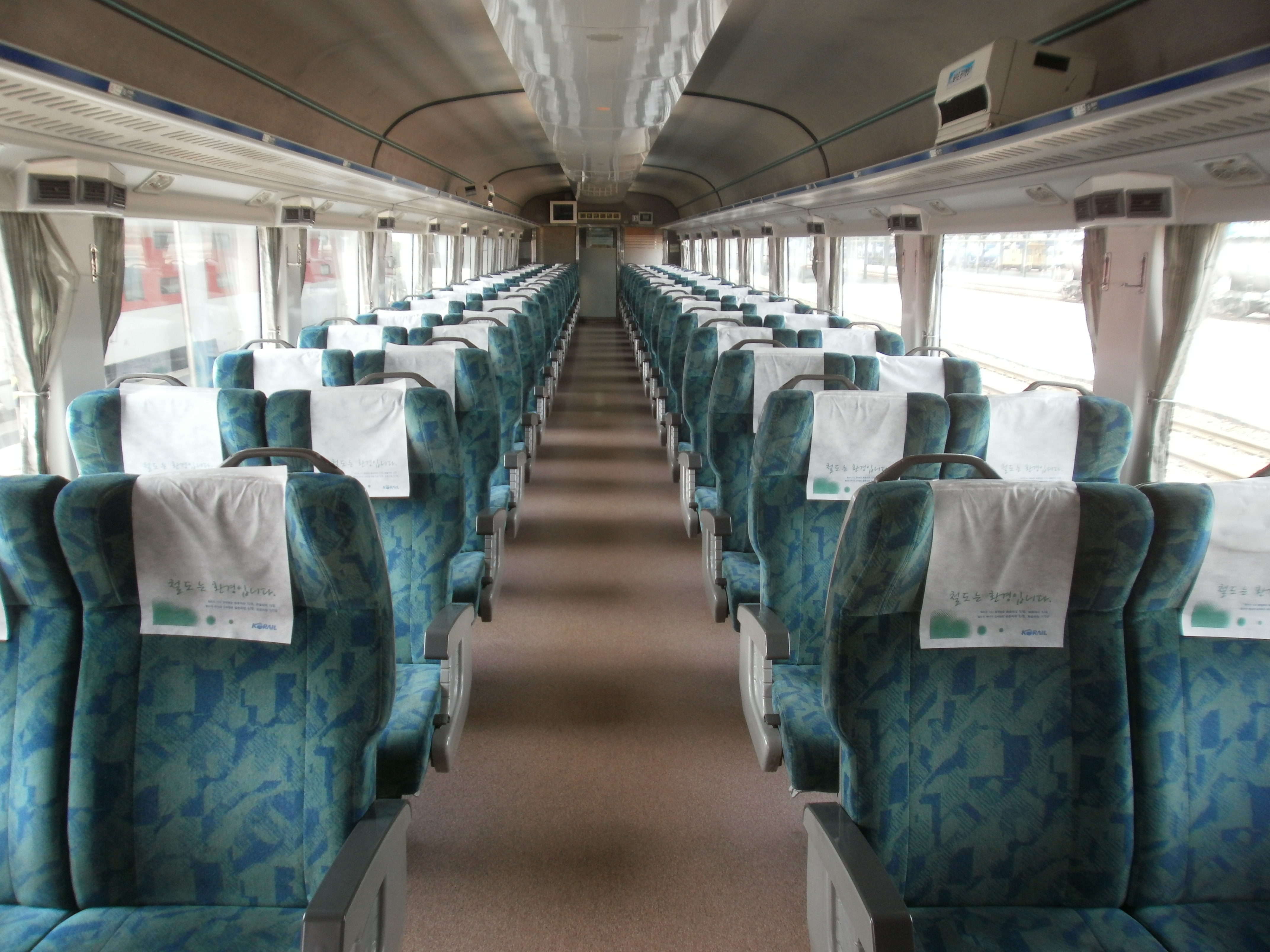
2003년형 신조 무궁화호 객차
열차 카페 (12537호 이전 차량 개조)
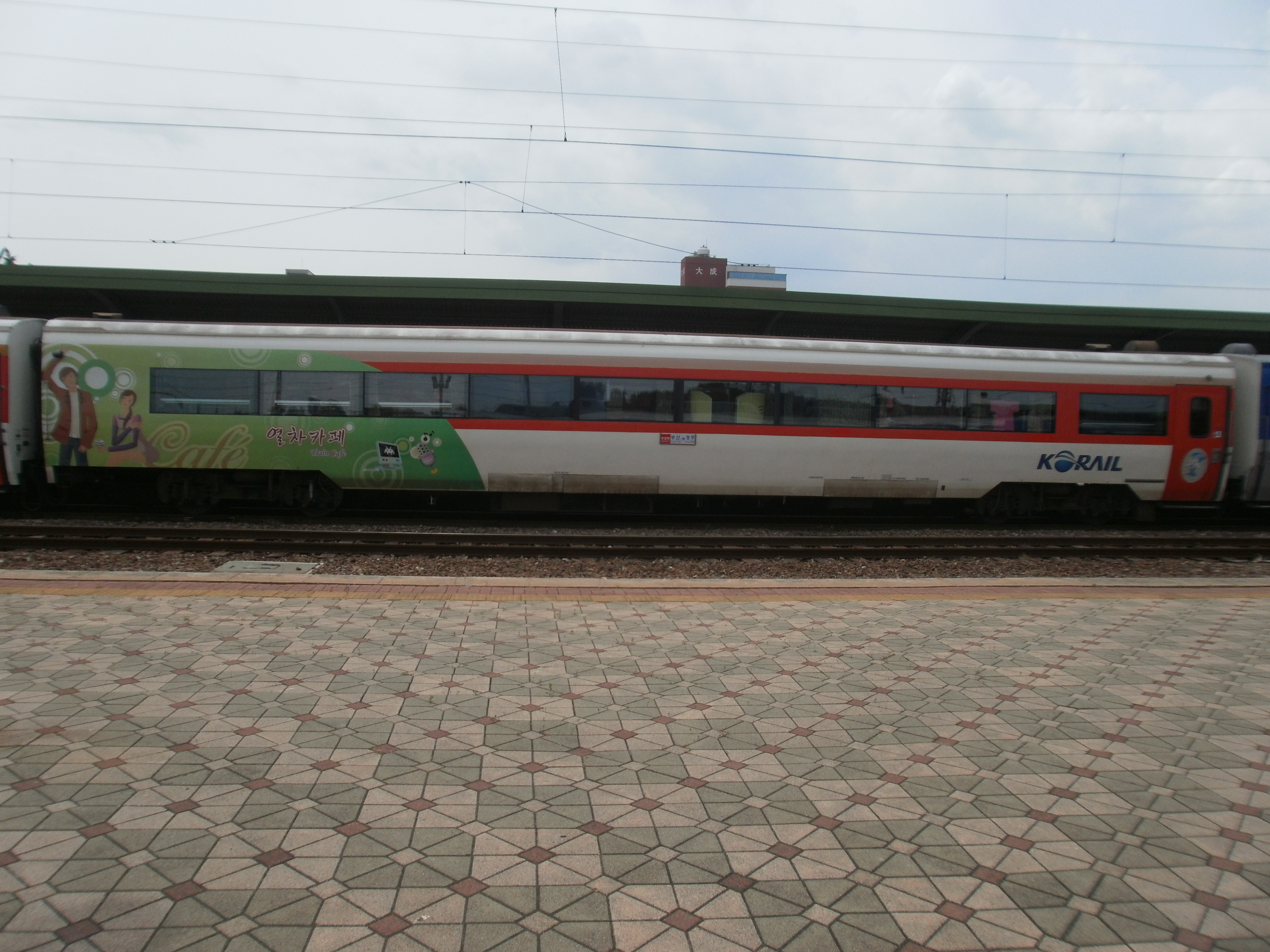
열차 카페 (12538호 이후 차량 개조)
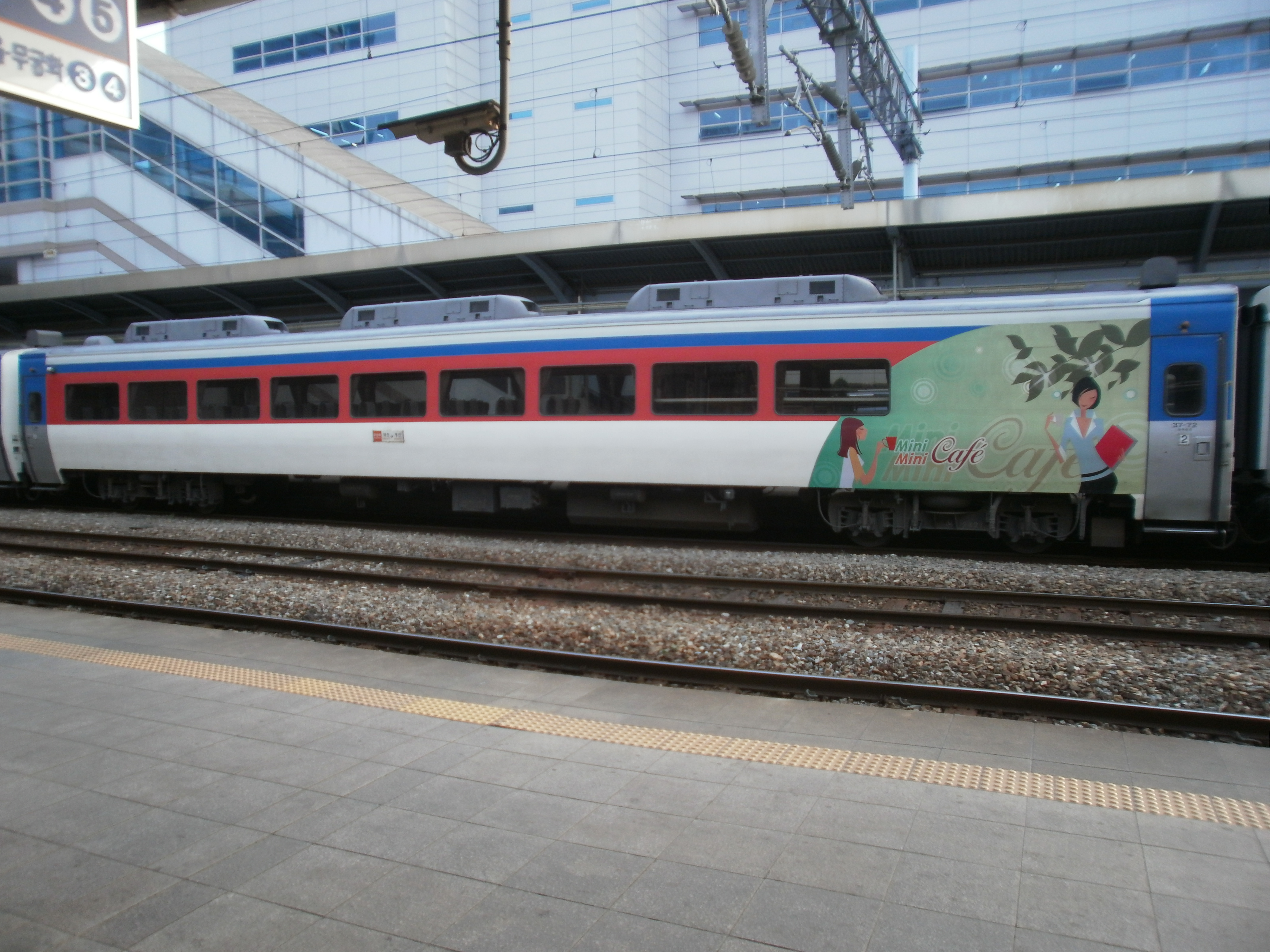
미니 카페가 추가된 무궁화호 객차 (12421~12436호)
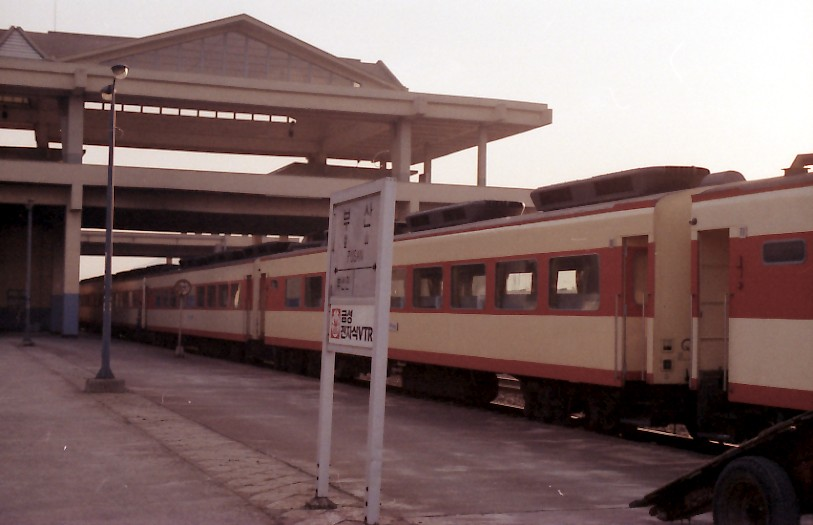
우등 객차 (현재는 폐차)
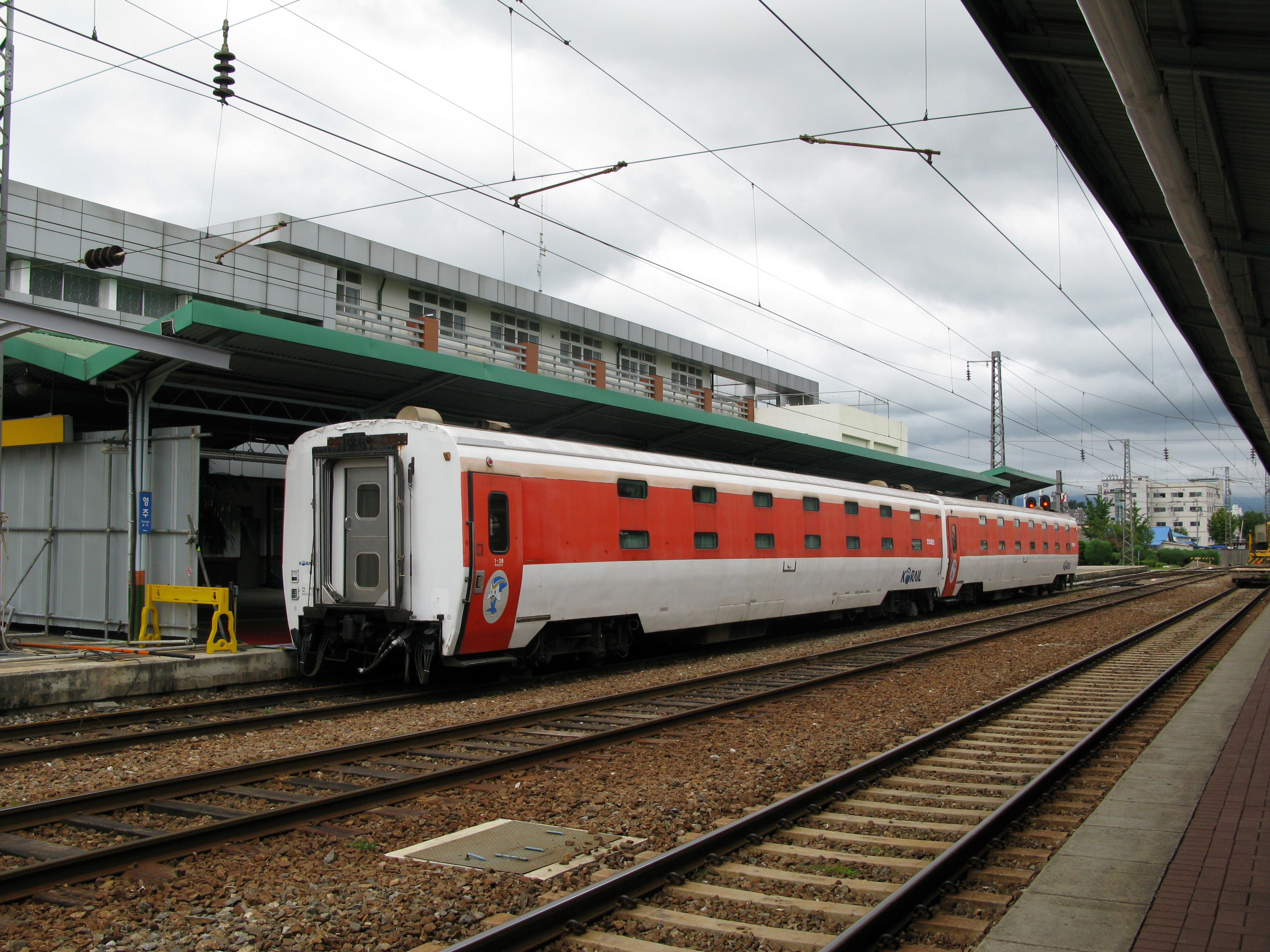
침대 객차